# Kråmö
Kråmö este o arie protejată (arie specială de conservare — SAC, sit de importanță comunitară — SCI) din Suedia întinsă pe o suprafață de 243,6 ha, integral pe uscat.

## Localizare
Centrul sitului Kråmö este situat la coordonatele 58°51′01″N 17°38′47″E / 58.8502°N 17.6464°E.

## Înființare
Situl Kråmö a fost declarat sit de importanță comunitară în aprilie 2003 pentru a proteja un număr necunoscut de specii din flora spontană și fauna sălbatică aflate în arealul zonei. Situl a fost protejat și ca arie specială de conservare în martie 2011.

## Biodiversitate
Situată în ecoregiunile boreală și marină baltică, aria protejată conține 4 habitate naturale: Mlaștini împădurite, Taiga vestică, Insulițe și insule mici din Baltica boreală, Roci stâncoase cu vegetație pionieră de Sedo-Scleranthion sau Sedo albi-Veronicion dillenii.
La baza desemnării sitului se află un număr nedeclarat de specii protejate.